# 吉田照美 飛べ!サルバドール
『吉田照美 飛べ! サルバドール』（よしだてるみ とべ!サルバドール）は、文化放送のラジオ番組。2013年4月1日開始。2017年3月31日終了。
放送時間は月 - 金曜 15:30 - 17:50。
なお、後述の通り、パーソナリティ・アシスタントのそれぞれの名前が同じ『照美』であるため、この項目では特別な場合を除いて、パーソナリティの吉田照美を「吉田」。アシスタントの室照美を「室」と表記する。

## 概要
夜に『吉田照美のてるてるワイド』、昼に『吉田照美のやる気MANMAN!』、早朝に『吉田照美 ソコダイジナトコ』と、それぞれの時間帯を担当してきた吉田照美が、夕方の時間帯を担当することになった。
「吉田照美と今を遊ぶ」がコンセプトで、タイトルの「サルバドール」は、吉田が敬愛する画家のサルバドール・ダリからとったもので、タイトルロゴにもいくつかの意匠が見られる。
放送開始 - 2016年3月25日は「サルバトラー」と呼ばれる外国人タレントの日替わりコメンテーターとともに、日本の常識に捉われず、グローバルな視点から、様々な情報や話題を捉える、国際色豊かな番組であった。
2017年3月31日で番組を終了することを、2016年11月22日の放送で吉田が発表した。文化放送は「総合的な判断で（番組の終了を）決めた」としている。吉田は文化放送 局アナ時代の『てるてるワイド』開始から、平日帯ワイド番組を36年半に渡って放送時間帯を移動しながら担当して来たが、本番組の終了をもって、文化放送の平日帯ワイド番組担当を外れることとなった。
番組終了後も吉田は土曜日に放送されている『伊東四朗 吉田照美 親父・熱愛』への出演を継続しているほか、これまで出演経験のなかったFM局のレギュラー番組も担当するようになった。

## 出演者

### パーソナリティ
- 吉田照美

吉田 休暇時のピンチヒッター
- 菅野詩朗（2013年9月9日）
- 砂山圭大郎（文化放送アナウンサー）（2013年9月10日、9月11日、12月30日、2014年1月6日、1月7日、9月30日、10月1日、12月30日、2015年1月6日、12月31日、2016年1月5日、9月15日、2017年1月2日）
- 立川こしら（2013年9月12日、2015年1月5日、10月7日）
- サヘル・ローズ（2013年9月13日）
- 伊藤佳子（文化放送アナウンサー）（2013年12月31日） [注 5]
- 室照美（2014年1月1日）[注 6]
- 太田英明（文化放送アナウンサー）（2014年1月2日、2015年1月1日、1月2日、2016年1月1日）
- 金田朋子（2014年1月3日）
- 岡田真善（2014年9月29日）
- オテンキのり（2014年10月2日）
- 鷲崎健（2014年10月3日、2015年10月9日）
- くじらくん（2014年12月29日）[注 7]
- 長谷川のび太（文化放送アナウンサー）（2014年12月31日）
- うじきつよし（2015年10月6日）
- 斉藤一美（文化放送アナウンサー）（2015年10月8日）
- 山田ルイ53世（髭男爵）（2015年12月30日、2017年1月4日）
- こにわ、長谷川恒希（2016年1月4日）
- タケ小山（2016年9月12日）
- フラチナリズム（2016年9月13日）
- 関根勤（2016年9月14日）
- ウド鈴木（2016年9月16日）
- たかのてるこ（2017年1月3日）
- 羽田圭介（2017年1月5日）
- 福本ヒデ（ザ・ニュースペーパー）（2017年1月6日）

### アシスタント
- 室照美[注 8]

室 休暇時のピンチヒッター
- 加納有沙[注 8]（2013年9月30日）
- 伊藤佳子（文化放送アナウンサー）（2013年10月1日）
- 鈴木純子（文化放送アナウンサー）（2013年12月4日、2015年2月5日、7月31日[注 9]）
- 久保純子（2014年2月27日）
- 小林奈々絵（2014年2月28日）
- 柳井麻希（2014年3月3日）
- 森田みいこ（2014年9月22日）
- 井森美幸（2014年9月23日、2016年2月23日、2017年1月10日）[注 10]
- 慶大生のミサさん（2014年9月24日）[注 11]
- 林原めぐみ（2014年9月25日）
- 坂上みき（2014年9月26日）
- 小川真由美（2014年12月31日、2016年8月30日）
- 島崎和歌子（2016年2月22日）
- 千倉真理（2016年2月24日）
- 木佐彩子（2016年2月25日）
- 鳥居みゆき（2016年2月26日）
- 宮本隆治（2016年7月29日）
- くわばたりえ（2016年8月1日）
- たかまつなな（2016年8月29日）
- 林家つる子（2017年1月2日）
- モリナオフミ（フラチナリズム）（2017年1月3日）
- 水森かおり（2017年1月9日）

### リポーター
※突撃! 飛べサル トピックスに出演後、スタジオを飛び出して、外中継リポートを行う。番組内では「突撃マン」（男性）「突撃レディ」（女性）と呼称。塚本ディレクターは「突撃じいじ」と呼ばれる。
- 月曜：塚本茂（文化放送 放送事業局 制作部ディレクター）（2016年10月3日 - ）[注 12]
- 火曜：太田英明（文化放送アナウンサー）（2016年9月27日 - ）
- 水曜：加納有沙（2016年3月30日 - 2017年3月22日）
- 木曜：砂山圭大郎（文化放送アナウンサー）（2016年3月31日 - ）
- 金曜：小尾渚沙（文化放送アナウンサー）（2016年9月30日 - 2017年3月24日）

過去の出演者
- 伊藤佳子（文化放送アナウンサー）（月・火曜　2016年3月28日 - 9月26日）
- 鈴木純子（文化放送アナウンサー）（金曜　2016年4月1日 - 9月23日）

### コーナー出演
- おすぎ（一発逆転! 飛べサル クロスカウンター 水曜日に出演。 2013年4月3日 - ）
- アーサー・ビナード（一発逆転! 飛べサル クロスカウンター 木曜日に出演。 2013年4月4日 - ）
- ザ・ニュースペーパー（一発逆転! 飛べサル クロスカウンター 金曜日に出演。 2016年4月8日 - ）

過去の出演者
- 佐藤利明（サルバドール知恵袋 火曜日に出演。 2014年9月30日 - 2016年3月22日）[注 13]
- 川島なお美（サルバドール知恵袋 金曜日に出演。 2013年10月4日 -　2015年3月27日）
- 奈良巧（サルバドール知恵袋 月曜日、金曜日に出演。 月曜日　2014年3月31日 - 2015年3月23日。金曜日　2015年4月3日 - 2016年3月25日）
- 秦万里子（飛び出せ! 子ザル 火曜日に出演(隔週)。 2014年4月8日 - 2016年3月22日）
- いとうあさこ（飛べサル名曲商店街 金曜日に出演。2015年6月5日 - 6月26日）
- 六角精児（飛べサル名曲商店街 水曜日に出演。2015年6月17日 - 8月12日）

### サルバトラー
※「飛べサル トピックス」から「ギリギリオピニオン 言わせてサルバトラー」までの出演
- 月曜：春香クリスティーン（スイス）（2013年4月1日 - 2016年3月21日）
- 火曜：パトリック・ハーラン（パックンマックン）（アメリカ）（2013年4月2日 - 2016年3月22日）
- 水曜：フィフィ（エジプト）（2013年4月3日 - 2016年3月23日）
- 木曜：ヒョンギ（韓国）（2013年4月4日 - 2016年3月24日）
- 金曜：サヘル・ローズ（イラン）（2013年4月5日 - 2016年3月25日）

過去の出演者
- 周来友（中国）（2013年4月26日、5月3日、5月17日、11月29日、2014年7月22日、11月28日、2015年1月16日、7月24日、9月25日、12月28日）
- にしゃんた（スリランカ）（2013年6月4日）
- 黒宮ニイナ（ミャンマー）（2013年12月6日）
- ジョナサン・シガー（アメリカ）（2013年12月20日、2014年2月7日）
- 太田英明（金田朋子のアシスタント兼任で出演。2014年1月3日）
- 金慶珠（韓国）（2014年2月14日、11月13日、2016年2月1日）
- ニコラス・ペタス（デンマーク）（2014年3月21日）
- アマンダ（ブラジル）（2014年7月18日）
- 井上陽水（2014年7月25日）
- カン・ハンナ（韓国）（2014年12月30日）
- 小峯隆生（2015年1月2日、2月19日、8月4日）
- ピーター・フランクル（ハンガリー）（2015年1月23日）
- 福本ヒデ、山本天心（ザ・ニュースペーパー）（2015年11月4日）
- 角谷浩一（2015年12月29日）

### 飛び出せ! 子ザル 中継リポーター
- 月曜：夏江紘実（2014年10月6日 - 2016年3月21日）
- 火曜：金田朋子（2014年10月14日 - 2016年3月15日。隔週出演）
- 水曜：鳥居みゆき（2014年4月9日 - 2016年3月23日）
- 木曜：砂山圭大郎（文化放送アナウンサー）（2014年10月2日 - 2016年3月24日）[注 14]
- 金曜：太田英明（文化放送アナウンサー）（2013年10月4日 - 2016年3月25日）

過去の出演者
- 加納有沙（火曜　2013年4月2日 - 2014年3月25日）
- 立川こしら（水曜　2013年4月10日 - 2014年3月26日）
- MISHIMA（金曜　2013年5月3日 - 9月27日。月曜　2013年10月4日 - 2014年9月22日）
- 段文凝（木曜　2013年5月2日 - 2014年9月25日）

## タイムテーブル
- 15:30：オープニング
- 15:40：突撃! 飛べサル トピックス
- 15:55：交通情報（警視庁交通管制センター）
- 16:00：飛べサル ギャラリー ホールA
- 16:12：セブン-イレブン LaLaLaインフォーメーション
- 16:15：交通情報（警視庁）
- 16:17：飛べサル ギャラリー ホールB
  - 協会けんぽ 健康サポート（水曜）（2015年4月6日 - ）[注 15][注 16]
- 16:37：飛べサル名曲商店街（2015年3月30日 - ）[注 17]
- 16:47：ジャパネットたかた ラジオショッピング（2014年10月6日 - ）
- 16:52：交通情報（警視庁）
- 16:54：天気予報
- 17:00：ニュース・パレード
- 17:13：吉田照美の今日のつぶやき
- 17:15：交通情報（千葉 → 神奈川 → 警視庁の順。千葉、神奈川は日本道路交通情報センター）
- 17:17：天気予報
- 17:20：一発逆転! 飛べサル クロスカウンター（2016年3月28日 - ）
  - サルの秘宝館（月曜）
  - 週替わりゲストのトーク（火曜）
  - おすぎMAX! 怒りのシネマ ロード!!!（水曜）[注 18]
  - ニュースのサルベージ（木曜）[注 19]
  - ザ・ニュースペーパー on Radio（金曜）
  - BSフジ エンタメ情報（金曜）（月1回放送）
- 17:37：be tomorrow
- 17:42：交通情報（警視庁）
- 17:45：エンディング

過去のコーナー
- ギリギリオピニオン 言わせてサルバトラー（2013年4月1日 - 2016年3月25日）
- サルのアトリエ（2013年4月1日 - 2016年3月25日）
- サルバドール知恵袋（2013年4月1日 - 2016年3月25日）
  - 夕暮れの阿久悠（火曜）（2014年4月1日 - 2016年3月22日）
  - 照美となお美 飛べサル旅行社 開店中（金曜）（2014年4月4日 - 2015年3月27日）[注 20]
  - 奈良巧 先取りの巧（金曜）（2015年4月3日 - 2016年3月25日）[注 21]
- 文化放送 ラジオショッピング（2013年4月1日 - 2014年9月26日）[注 22]
- 飛び出せ! 子ザル（2013年4月1日 - 2016年3月25日）
- 高田純次 毎日がパラダイス（2013年4月1日 - 2015年3月27日）[注 23]

## 吉田照美 飛べサル名曲商店街
『吉田照美 飛べサル名曲商店街』（よしだてるみ とべサルめいきょくしょうてんがい）は、2015年3月30日から2017年3月31日まで放送されていたコーナー。室が演じる「新婚の主婦 ムロミ」が商店街の様々な店を訪れ、吉田が演じる「店の店主」とのやりとりを交えつつ、思い出の1曲を紹介する。前番組『高田純次 毎日がパラダイス』を引き継ぐ形で、全国のNRN系列局で放送していた。
2015年6月5日 - 6月26日まで、毎週金曜日はいとうあさこが、2015年6月17日 - 8月12日まで、毎週水曜日は六角精児が、レギュラーゲストとして出演していた。
　　　

### ネット局
放送時間の早い順から記載。ネット各局は制作局の文化放送より、一週遅れで放送されていた。
| 放送地域   | 放送局            | 放送日  | 放送時間      | 備考                                                                                               |
| ---------- | ----------------- | ------- | ------------- | -------------------------------------------------------------------------------------------------- |
| 関東広域圏 | 文化放送（QR）    | 月 - 金 | 16:37 - 16:47 | 制作局 『吉田照美 飛べ! サルバドール』内                                                           |
| 青森県     | 青森放送（RAB）   | 月 - 金 | 5:10 - 5:20   | |
| 長野県     | 信越放送（SBC）   | 月 - 金 | 15:50 - 16:00 | 『情報わんさか GO!GO!ワイド らじ☆カン』内                                                          |
| 秋田県     | 秋田放送（ABS）   | 月 - 金 | 16:10 - 16:20 | |
| 福井県     | 福井放送（FBC）   | 月 - 金 | 16:40 - 16:50 | |
| 岡山県     | 山陽放送（RSK）   | 火 - 金 | 16:40 - 16:50 | 2016年4月5日開始 リオデジャネイロオリンピック開催期間中はオリンピック ハイライトを放送のため、休止 |
| 香川県     | 西日本放送（RNC） | 月 - 金 | 16:40 - 16:50 | |
| 高知県     | 高知放送（RKC）   | 月 - 金 | 16:40 - 16:50 | |
| 石川県     | 北陸放送（MRO）   | 月 - 金 | 16:45 - 16:55 | [ 注 27 ]                                                                                          |
| 新潟県     | 新潟放送（BSN）   | 月 - 金 | 17:50 - 18:00 | |
| 富山県     | 北日本放送（KNB） | 月 - 金 | 17:50 - 18:00 | |
| 熊本県     | 熊本放送（RKK）   | 火 - 金 | 20:50 - 21:00 | 2016年9月27日開始                                                                                  |

#### 過去のネット局
| 放送地域       | 放送局                        | 放送期間                      | 放送時間      | 備考                                                                              |
| -------------- | ----------------------------- | ----------------------------- | ------------- | --------------------------------------------------------------------------------- |
| 山形県         | 山形放送（YBC）               | 2015年3月30日 - 9月25日       | 16:50 - 17:00 |                                                                                   |
| 山梨県         | 山梨放送（YBS）               | 2015年3月30日 - 9月25日       | 16:30 - 16:39 |                                                                                   |
| 近畿広域圏     | 朝日放送（ABC）               | 2015年3月30日 - 9月25日       | 17:10 - 17:20 | 全国高等学校野球選手権大会の期間中、 当該時間帯で、大会の試合を中継する場合は休止 |
| 山口県         | 山口放送（KRY）               | 2015年3月30日 - 9月25日       | 15:50 - 16:00 |                                                                                   |
| 鳥取県・島根県 | 山陰放送（BSS）               | 2015年3月30日 - 2016年3月25日 | 16:35 - 16:45 |                                                                                   |
| 宮崎県         | 宮崎放送（MRT）               | 2015年3月30日 - 2016年9月23日 | 16:10 - 16:20 |                                                                                   |
| 愛媛県         | 南海放送（RNB）               | 2015年4月1日 - 2016年9月23日  | 17:50 - 18:00 | 『ニュースな時間』内                                                              |
| 長崎県・佐賀県 | 長崎放送（NBC） NBCラジオ佐賀 | 2015年3月30日 - 2016年9月30日 | 16:10 - 16:20 |                                                                                   |